# رودني هارمون
رودني هارمون (بالإنجليزية: Rodney Harmon)‏ مواليد 16 أغسطس 1961 في ريتشموند، فرجينيا، هو لاعب كرة مضرب أمريكي سابق وكان يلعب باليد اليمنى. أعلى تصنيف له في الفردي كان المركز الـ 56 في سنة 1983. وصل إلى الدور ربع النهائي في أمريكا المفتوحة 1982 متغلبا على إليوت تيلتشير لكنه خسر لاحقا أمام جيمي كونرز.

## روابط خارجية
- رودني هارمون على موقع رابطة محترفي التنس (الإنجليزية)
- رودني هارمون على موقع الاتحاد الدولي لكرة المضرب (الإنجليزية)
- رودني هارمون على موقع خلاصة التنس.كوم (الإنجليزية)